# (8736) Shigehisa
(8736) Shigehisa – planetoida z pasa głównego asteroid okrążająca Słońce w ciągu 3 lat i 186 dni w średniej odległości 2,31 au. Została odkryta 9 stycznia 1997 roku w obserwatorium astronomicznym w Ōizumi przez Takao Kobayashiego. Nazwa planetoidy pochodzi od Osao Shigehisy (ur. 1936) aktywny obserwator gwiazd zmiennych od 1952 roku, zajmuje się też rejestrowaniem działalności japońskich astronomów amatorów. Przed nadaniem nazwy planetoida nosiła oznaczenie tymczasowe (8736) 1997 AD7.